# Magic Sam
Magic Sam, pseudonimo di Samuel Gene Maghett (Grenada, 14 febbraio 1937 – Chicago, 1º dicembre 1969), è stato un musicista e cantante statunitense, esponente del cosiddetto Chicago blues.
Magic Sam fu uno dei più interessanti chitarristi blues del periodo 1957-1969 della scena blues di Chicago (stile Electric Blues).

## Biografia
Nella città dell'Illinois, Magic Sam arrivò a metà degli anni cinquanta, dal natio Mississippi, e presto si impose, assieme alle (allora) nuove generazioni di chitarristi
blues di Chicago, che comprendeva anche, tra gli altri, Otis Rush, Buddy Guy e Freddie King.
Dalla seconda metà degli anni cinquanta, pubblicò per la Cobra Records alcuni 45 giri prodotti da Willie Dixon, che sebbene non ebbero particolare riscontri commerciali
testimoniarono l'abilità del chitarrista.
Durante gli anni sessanta fu attivo nei nightclub, dove divenne in breve tempo popolarissimo, fu in questo periodo che prese il soprannome di Magic Sam.
Al suo attivo, come solista, appena due album, di cui il primo, West Side Soul del 1967 è considerato dai critici musicali e non solo, uno dei migliori album di blues di tutti i tempi.
Morì per un attacco cardiaco il primo dicembre del 1969, in seguito furono pubblicati numerosi album sia di raccolte sia soprattutto di esibizioni dal vivo.

## Discografia parziale
- 1967 - West Side Soul (Delmark Records, DS-615) a nome Magic Sam Blues Band
- 1968 - Black Magic (Delmark Records, DS-620) a nome Magic Sam Blues Band
- 1980 - The Late Great Magic Sam (L+R Records, LR 42.014)
- 1981 - Magic Sam Live (Delmark Records, DL-645/646) 2 LP
- 1982 - Magic Blues Genius (Intermedia Records, Q5-5025)
- 1983 - Magic Touch - Live at Sylvio's 1968 (Black Magic Records, 9003) con Shakey Jake
- 1989 - The Legacy (Delmark Records, DS-651)
- 1991 - Give Me Time (Delmark Records, DD-654)
- 2001 - ...With a Feeling - The Complete Cobra, Chief & Crash Recordings 1957-1966 (Westside Records, 890)
- 2002 - Rockin' Wild in Chicago (Delmark Records, DG-765)
- 2008 - Genius - The Final Sessions (Intermedia Records, QS 5041)
- 2012 - Raw Blues - Magic Sam Live 1969 (Rockbeat Records, ROC-CD-3110)
- 2013 - Live at the Avant Garde June 22, 1968 (Delmark Records, DE-833)